# Jakub Weinles
Jakub Weinles (ur. 1870 w Starokonstantynowie na Wołyniu, zm. 1938 w Warszawie) – polski artysta malarz żydowskiego pochodzenia, twórca dzieł poświęconych głównie tematyce żydowskiej i religijno-rodzajowej, członek Żydowskiego Towarzystwa Krzewienia Sztuk Pięknych.
Uczył się w Klasie Rysunkowej Wojciecha Gersona oraz w latach 90. XIX wieku w Szkole Sztuk Pięknych w Warszawie. Swój warsztat malarski uzupełnił w Akademii w Monachium w pracowniach Simona Hollósy'ego i K. Marra. W 1898 powrócił do Warszawy.
Jego żoną była pianistka Łucja z domu Kaufman, z którą miał dwie córki, które również były artystkami: Franciszkę Themerson i Marylę (Marię) Weinles-Chaykin. Pochowany został na cmentarzu żydowskim przy ulicy Okopowej w Warszawie, lecz jego nagrobek nie zachował się.

## Wybrane dzieła

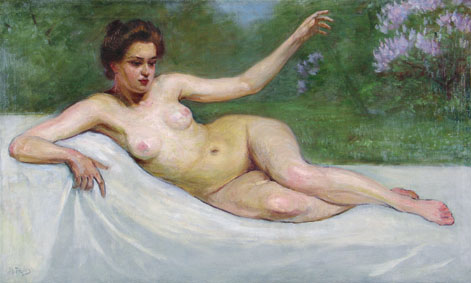
Akt
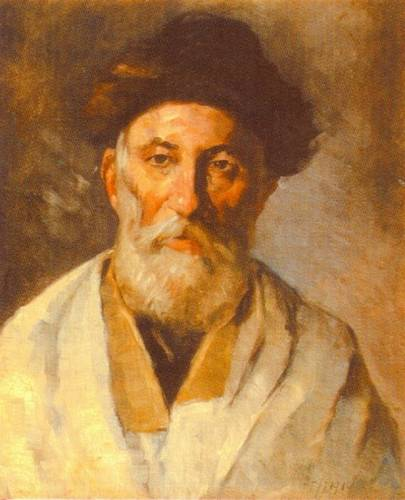
Portret Żyda
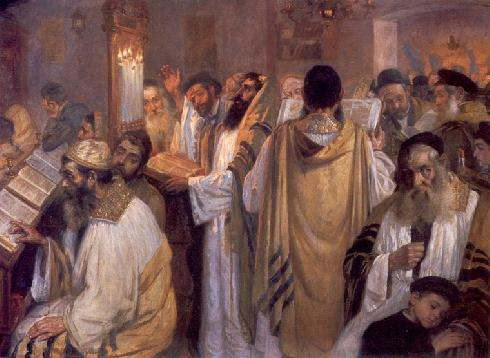
Żydzi modlący się w Jom Kippur, (w zbiorach Muzeum Narodowego w Warszawie)